# Aubade
Un'aubade è una poesia o canzone che ha per tema, similmente all'alba, gli amanti che dopo la notte d'amore si separano allo spuntar del giorno.

## Desrizione
L'aubade è anche stata definita come "una canzone o composizione strumentale che riguarda, accompagna o evoca il sorgere del sole".
La forma ha alcuni elementi drammatici, dato che la poesia è spesso un dialogo tra gli amanti, uno dei quali dice all'altro che l'alba si avvicina e bisogna dividersi, mentre l'altro insiste a rimanere. C'è spesso un ritornello, in cui la "sentinella", o occasionalmente il marito geloso, avverte gli amanti dell'approssimarsi del giorno.
Le aubades facevano parte del repertorio dei trovatori dell'Europa medievale. Un primo esempio inglese si trova nel Libro III del Troilo e Criseide di Chaucer. La poesia d'amore del XVI secolo trattava in massima parte dell'amore insoddisfatto, perciò l'aubade non era un genere predominante nella lirica elisabettiana.
L'aubade guadagna di nuovo popolarità con l'avvento della maniera metafisica; la poesia di John Donne, The Sunne Rising, è uno dei più begli esempi di aubade in lingua inglese. Le aubades erano scritte di tanto in tanto nel XVIII e XIX secolo, sebbene nessuna di esse perviene agli standard metafisici.
Ci sono state molte aubades considerevoli nel XX secolo, come l'importante poesia intitolata "Aubade" di Philip Larkin in cui l'amante può essere visto sia come vita che come morte. I compositori francesi d'inizio secolo scrivono un certo numero di aubades. Nel 1883, il compositore Emmanuel Chabrier compone un "Aubade" per solo piano, ispirata da un soggiorno di quattro mesi in Spagna. Maurice Ravel include nella sua suite Miroirs per piano del 1906 un'aubade ispirata alla Spagna, intitolata Alborada del gracioso. Il compositore Francis Poulenc successivamente scrisse (in forma di concerto) un brano intitolato Aubade, premiato nel 1929.
Un esempio di una moderna aubade è la poesia "Aubade" di  William Empson. Altre aubades contemporanee comprendono Exit Music (For a Film) dei Radiohead composta nel 1996 per il film "Romeo + Giulietta di William Shakespeare",  il singolo Save Tonight di Eagle-Eye Cherry del 1997 e Banana Pancakes di Jack Johnson.